# 北村聖
北村 聖（きたむら きよし、1953年〈昭和28年〉 - ）は、日本の内科医。東京大学医学教育国際協力研究センター教授、東京大学医学部附属病院総合研修センター長。専門は医学教育、臨床研修、血液学、免疫学、臨床検査など。弟は日本医科大学特任教授の北村義浩。

## 経歴
- 1972年3月：金沢大学附属高等学校卒業[2]
- 1978年3月：東京大学医学部医学科卒業
- 1978年6月：東京大学医学部附属病院研修医（内科）
- 1980年6月：東京大学医学部第3内科（高久史麿教授）入局　血液研究室所属
- 1982年3月：東京大学医学部免疫学教室（多田富雄教授）研究生
- 1984年3月：スタンフォード大学医学部腫瘍学教室（Ronald Levy 教授）ポストドクトラルフェロー
- 1986年7月：東京大学医学部第3内科学講座　助手
- 1990年2月：東京大学医学部附属病院検査部　講師
- 1995年11月：東京大学医学部臨床検査医学講座　助教授
- 2002年7月：東京大学医学教育国際協力研究センター　教授
- 2003年7月：東京大学医学部附属病院総合研修センター　センター長（併任）